# Карси (Конінський повіт)
Карси (пол. Karsy) — село в Польщі, у гміні Старе Място Конінського повіту Великопольського воєводства.
Населення — 297 осіб (2011).
У 1975-1998 роках село належало до Конінського воєводства.

## Демографія
Демографічна структура станом на 31 березня 2011 року:
|          | Загалом | Допрацездатний вік | Працездатний вік | Постпрацездатний вік |
| -------- | ------- | ------------------ | ---------------- | -------------------- |
| Чоловіки | 151     | 33                 | 107              | 11                   |
| Жінки    | 146     | 31                 | 83               | 32                   |
| Разом    | 297     | 64                 | 190              | 43                   |